# Three World Financial Center

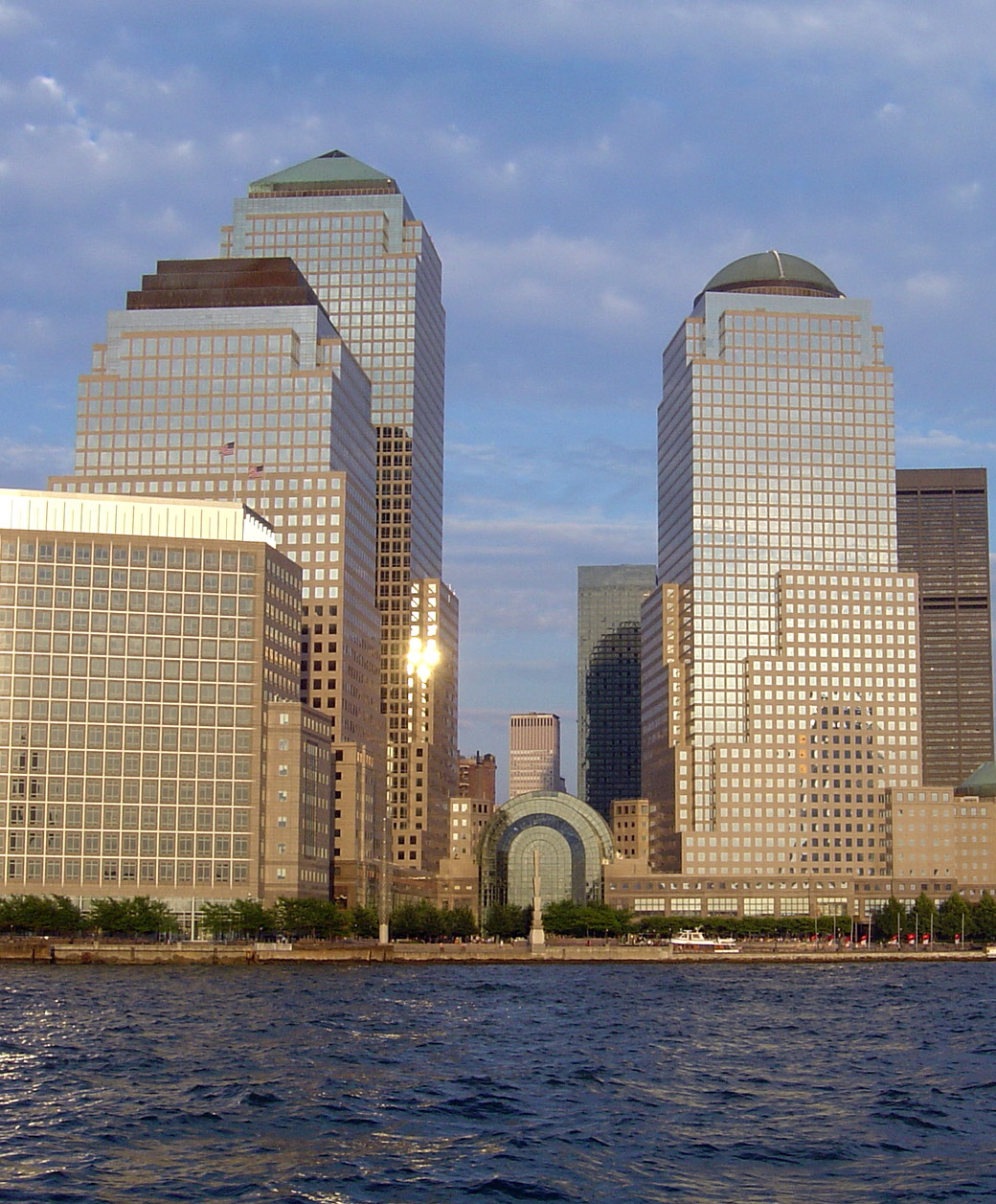
Complexul World Financial Center

Three World Financial Center este un zgârie-nori în New York City, construit în anul 1986 după un proiect de Haines Lundberg Waehler, Cesar Pelli și alții, în stil postmodernist. Este inclus în clasamentul celor mai înalte 30 clădiri ale acestui oraș. Măsoară 225 m în înălțime. A avut de suferit în urma atacurilor teroriste din 11 septembrie 2001, când a fost închis pentru reparații până în mai 2002.